# Mihai Deaconu
Mihai Deaconu (n. 16 mai 1960, Mușătești, România) este un politician român, deputat în Parlamentul României în legislatura 2012-2016 din partea Partidului Național Democrat Argeș.

## Carieră politică
A fost ales deputat în decembrie 2012 după ce a candidat din partea Partidului Poporului Dan Diaconescu în circumscripția electorală numărul 3 Argeș, colegiul uninominal numărul 3.
După mai multe neînțelegeri la nivelul partidului, deputatul Mihai Deaconu a fost exclus, alături de alți colegi, din grupul parlamentar al PPDD-ului, din partid și revocat din funcția de președinte interimar al Organizației Județene PPDD Argeș.
În ianuarie 2015, alături de colegii din grupul parlamentar PPDD fondează un nou partid sub denumirea de Partidul Național Democrat.
La data de 12 decembrie 2015, în primul congres al Partidului Național Democrat, deputatul Mihai Deaconu este ales Secretar general al partidului.